# Cantaracillo
Cantaracillo là một đô thị ở tỉnh Salamanca, phía tây Tây Ban Nha, cộng đồng tự trị Castile-Leon. Đô thị này có cự ly 42 kilômét so với thành phố Salamanca với dân số năm 2008 là 227 người. Đô thị Cantaracillo có diện tích 37,07 km².
Đô thị Cantaracillo nằm trên khu vực có độ cao 913 mét trên mực nước biển.
Mã số bưu chính là 37319.
==Tham khảo==